# توم بيندر
توم بيندر (بالإنجليزية: Thomas Bender)‏ (19 يناير 1993 بهارلو في المملكة المتحدة - ) هو لاعب كرة قدم بريطاني في مركز الدفاع. شارك مع منتخب ويلز تحت 17 سنة لكرة القدم ومنتخب ويلز تحت 19 سنة لكرة القدم ومنتخب ويلز تحت 21 سنة لكرة القدم ومنتخب ويلز لكرة القدم. أما مع النوادي، فقد لعب مع فوريست غرين وكولتشستر يونايتد ونادي أكرينغتون ستانلي ونادي ميلوول ونادي دارتفورد ونادي تشيلمسفورد وسانت ألبانز سيتي وويلينج يونايتد.

## وصلات خارجية
- توم بيندر على موقع قاعدة بيانات كرة القدم.إي يو (الإنجليزية)
- توم بيندر على موقع Soccerbase.com (لاعب) (الإنجليزية)
- توم بيندر على موقع Soccerway.com (الإنجليزية)